# Mycerobas
Mycerobas es un género de aves paseriformes de la familia de los fringílidos, que incluye cuatro especies. Se distribuyen por el centro y sur de Asia.

## Especies
Se reconocen las siguientes especies:
- Mycerobas affinis (Blyth, 1855) - Picogordo acollarado
- Mycerobas carnipes (Hodgson, 1836) - Picogordo aliblanco
- Mycerobas icterioides (Vigors, 1831) - Picogordo negrigualdo
- Mycerobas melanozanthos (Hodgson, 1836) - Picogordo alimoteado

## Filogenia
El género Mycerobas está filogenéticamente unido al género Eophona. Los 2 géneros forman uno solo en el árbol filogenético.